# Leistus madmeridianus
Leistus madmeridianus är en skalbaggsart som beskrevs av Terry Erwin. Leistus madmeridianus ingår i släktet Leistus och familjen jordlöpare. Inga underarter finns listade i Catalogue of Life.